# Ernst Müller-Blensdorf
Ernst Müller-Blensdorf (geboren als Ernst Hermann Müller 25. September 1896 in Schleswig; gestorben 12. Juni 1976 in Bruton, Somerset) war ein deutsch-englischer Bildhauer.

## Leben
Ernst Müller war ein Sohn des Arztes Ernst Gustav Müller und seiner Ehefrau Johanna Hedwig, geb. Sorge, die Konzertpianistin war. Nach der Scheidung seiner Eltern im Jahr 1901 lebte Ernst Müller mit der Mutter und zwei Geschwistern zunächst in Wernigerode, wo er eine Privatschule besuchte. Ab 1905 besuchte er dann die Volksschule in Halberstadt. Diese verließ er ohne Abschluss, um als Seemann anzuheuern. Er infizierte sich aber mit Typhus und zog daraufhin 1912 zu seinem Vater, der in Elberfeld praktizierte. Dort legte Ernst Müller nachträglich eine Schulabschlussprüfung ab, entzog sich dann aber den Bemühungen seines Vaters, ihn für eine wissenschaftliche Laufbahn vorzubereiten, und fuhr wieder zur See. Beim Ausbruch des Ersten Weltkriegs wurde er in Kapstadt verhaftet. Die Kriegszeit verbrachte er interniert in Pretoria, wo er sich mit afrikanischen Holzskulpturen beschäftigte und zu dem Entschluss kam, Bildhauer zu werden.
Im Anschluss an die Kriegszeit absolvierte er daher an der Handwerker- und Kunstgewerbeschule Elberfeld eine Ausbildung als Holzbildhauer bei Max Bernuth und Paul Krause, die er 1922 beendete. Danach arbeitete er zwei Jahre lang in einer Möbelfabrik in München; in dieser Zeit erlernte er das Arbeiten mit Stein.

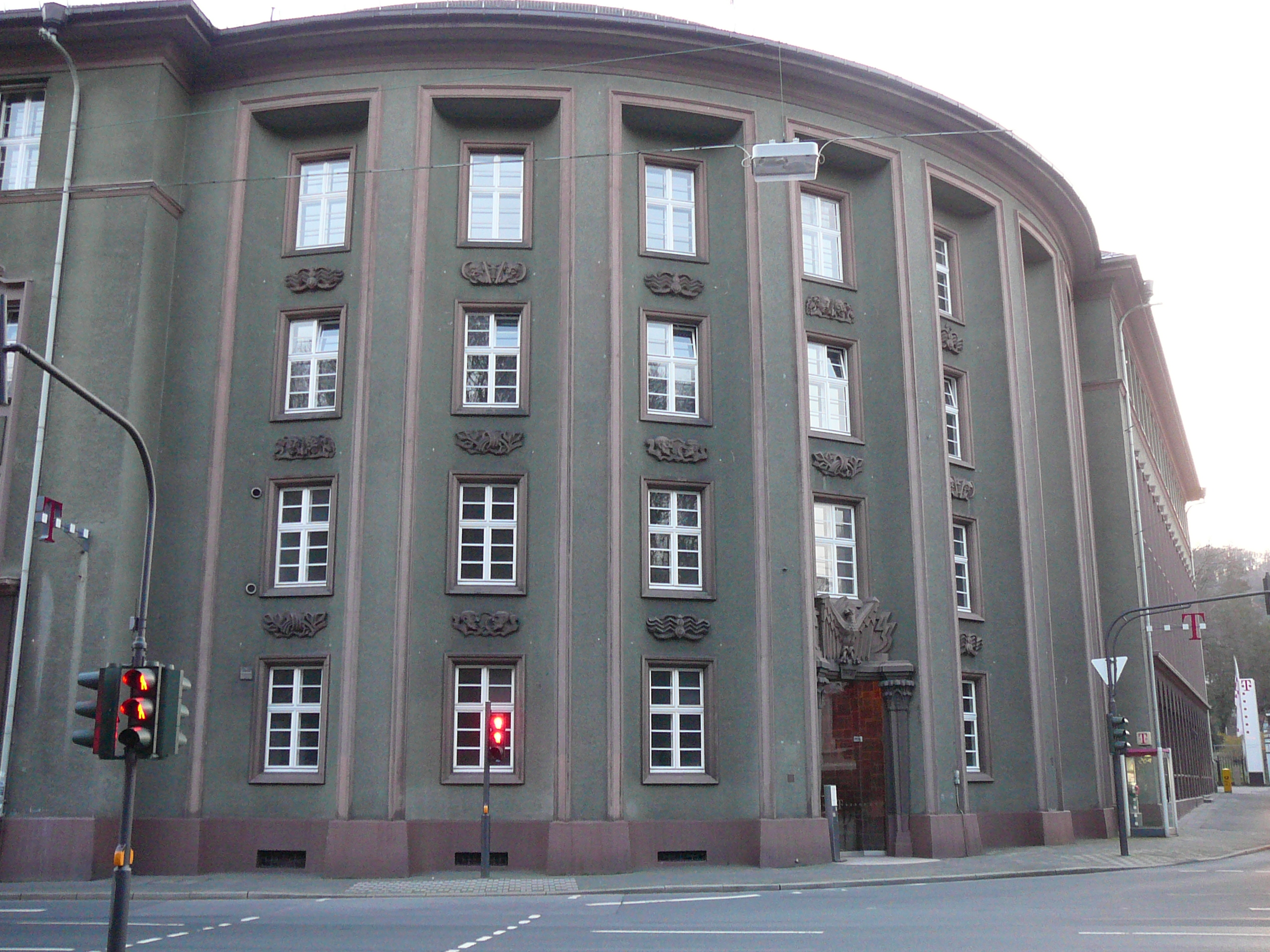
Fernmeldeamt in der Briller Straße 39, Elberfeld. Das Bauwerk wurde Ende der 1920er Jahre errichtet.

Ab 1924 führte er nach seiner Heirat mit Ilse Blensdorf, einer Tochter des Rhythmikers Otto Blensdorf, den Nachnamen Müller-Blensdorf. Aus der Ehe gingen zwei Töchter und ein Sohn hervor. Ab 1926 erhielt Müller-Blensdorf zahlreiche öffentliche Aufträge. Er schuf Gefallenendenkmäler für Neviges und Wuppertal-Nächstebreck, gestaltete die Eingangstür der Volksschule in Bochum, eine Figur für das Finanzamt in Hagen, eine Jung-Stilling-Büste, die in der Stadtbibliothek Elberfeld aufgestellt wurde, und Steinguss-Arbeiten zum Thema Kommunikation für das Elberfelder Fernmeldeamt in der Briller Straße. Ab 1930 lehrte Müller-Blensdorf an der Kunstgewerbeschule Wuppertal.
In dieser Zeit begann er auch an einem internationalen Denkmal für Fridtjof Nansen zu arbeiten, der 1922 den Friedensnobelpreis erhalten hatte und 1930 verstorben war. Nach der Machtergreifung der Nationalsozialisten wurden ihm die öffentlichen Aufträge entzogen. Müller-Blensdorf verlegte seinen Wohnsitz 1933 nach Norwegen. Die Kinder des Ehepaares Müller-Blensdorf wurden in einem Internat in Paris untergebracht, das ihre Tante Charlotte und deren Ehemann Donald MacJanett leiteten. Ilse Müller-Blensdorf aber zog mit ihrem Mann nach Norwegen.
Das Nansen-Denkmal sollte in einen 200 Meter hohen Granitblock in der Hafeneinfahrt von Bergen geschlagen werden. Ernst Müller-Blensdorf rechnete damit, dass 40 bis 50 Bildhauer damit zwölf Jahre lang beschäftigt sein würden und das Werk vier bis fünf Millionen Norwegische Kronen kosten würde. Er bemühte sich international um Geldgeber.
Währenddessen wurden in Deutschland Denkmäler, die er geschaffen hatte, zerstört, weil sie nicht dem neuen Zeitgeist entsprachen. Auch sein Atelier in Bonn fiel den Nationalsozialisten zum Opfer. Die Steingussköpfe an der Fassade des Postamts in der Briller Straße hingegen blieben erhalten. Auch das Kriegerdenkmal in Nächstebreck wurde nicht zerstört.
Das Ehepaar Müller-Blensdorf verdiente in Norwegen seinen Lebensunterhalt mit dem Verkauf keramischer Kleinplastiken und mit Rhythmikunterricht. Eine Granitschule zu etablieren, gelang Ernst Müller-Blensdorf dort nicht. Auch die Hoffnung, bei Gutzon Borglum in Amerika arbeiten zu können, die durch Müller-Blensdorfs Schwager geweckt wurde, erfüllte sich nicht. Als das Ehepaar MacJanett 1939 Europa verließ, kamen die Kinder des Ehepaars Müller-Blensdorf nach Oslo.
Diese Stadt wurde am 8. und 9. April 1940 angegriffen und in der Folge evakuiert. Ernst Müller-Blensdorf gelangte ohne seine Frau, aber mit den Kindern, am 8. Juni desselben Jahres auf das letzte Schiff, das Norwegen verlassen konnte, den Eisbrecher Fridtjof Nansen. An Bord befanden sich auch der Maler Kurt Schwitters sowie dessen Sohn und Schwiegertochter und der norwegische Außenminister Halvdan Koht, der zu den Förderern des geplanten Denkmals gehörte. Koht war es zu verdanken, dass Müller-Blensdorf aus einem kleinen Fischerboot in den Eisbrecher umsteigen durfte, auf dem er von Norwegen nach England reisen konnte.
Bis 1941 war Ernst Müller-Blensdorf dann im Hutchinson-Camp auf der Isle of Man interniert. 1942 ließ er sich von seiner ersten Frau scheiden und heiratete die Lehrerin Rosemary Jane Lawson, mit der er drei weitere Kinder bekam. Er lebte auf einem Bauernhof in Bruton und arbeitete als Kunstlehrer an Primary Schools in Somerset. 1947 wurde er in die Royal Academy aufgenommen.
Müller-Blensdorf war entschlossen, nicht nach Deutschland zurückzukehren. Er beantragte die englische Staatsbürgerschaft; er starb 1976 in seiner Wahlheimat Bruton.

## Auszeichnungen
1968 erhielt Ernst Müller-Blensdorf für seine Arbeiten auf der Kunstausstellung in Charleroi eine Goldmedaille.

## Werke Müller-Blensdorfs im öffentlichen Raum

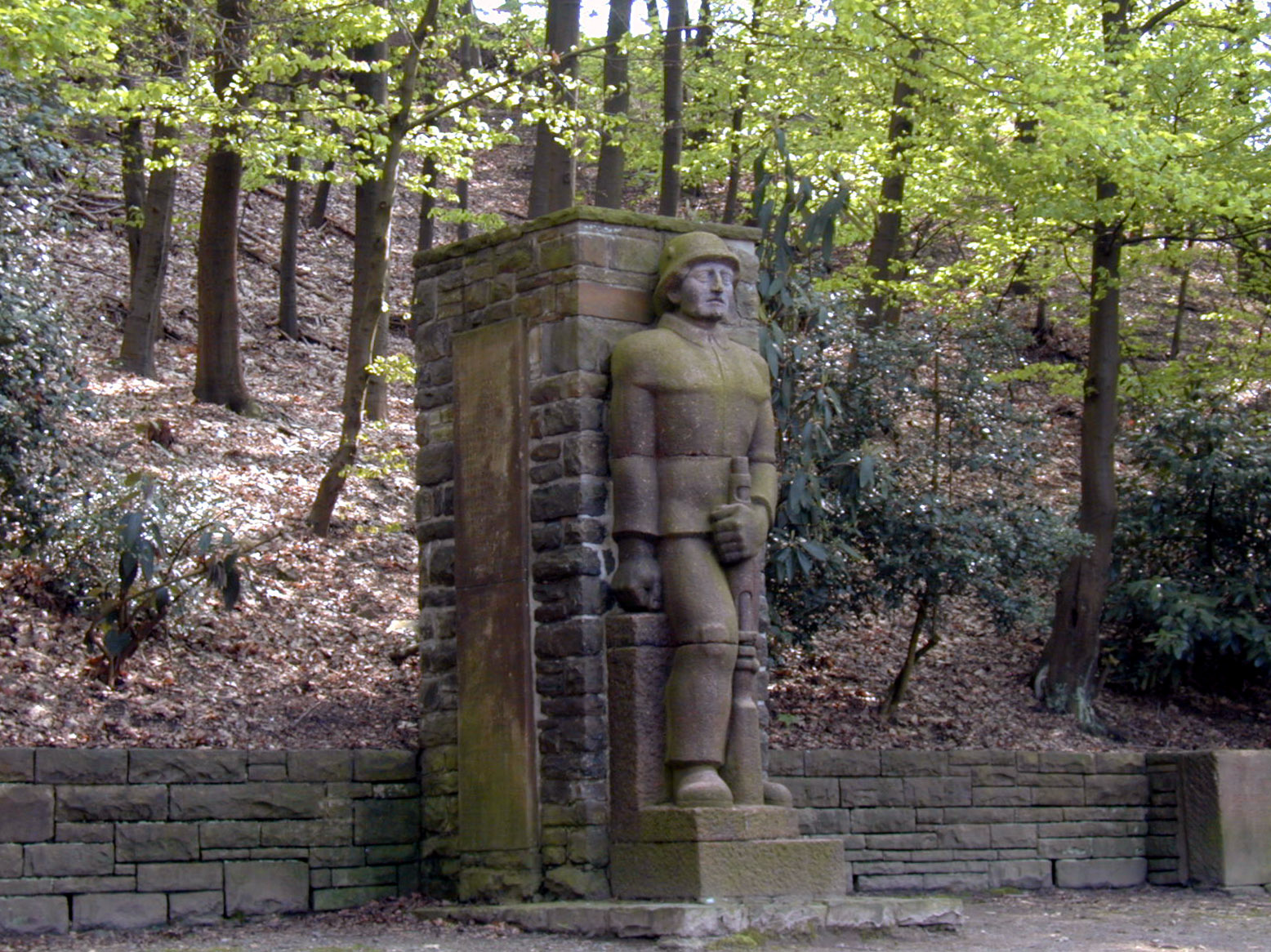
Kriegerdenkmal Nächstebreck

Müller-Blensdorfs Fassadenschmuck am Fernmeldeamt in der Briller Straße 39 in Wuppertal-Elberfeld ist erhalten geblieben. Das expressionistische Bauwerk mit dem L-förmigen Grundriss ist viergeschossig; die beiden Flügel weisen 17 bzw. 24 Fensterachsen auf.
Auch die Figur an der Ecke des Finanzamts in der Mollstraße 6 in Hagen ist erhalten geblieben.
Das Kriegerdenkmal in der Junkersbeck in Nächstebreck wurde auf einem Grundstück im Hardtwäldchen aufgestellt und am 31. Mai 1931 eingeweiht. Ein früherer Versuch, den Gefallenen des Ersten Weltkriegs ein Denkmal zu errichten, war an der Inflation gescheitert, die das bereits zu diesem Zweck gesammelte Geld entwertet hatte. Das Denkmal besteht aus einem Bruchsteinpfeiler, an dessen Seiten die Namen der 123 Gefallenen zu lesen sind. An der Vorderseite steht ein aus Porphyrblöcken geschaffener Soldat in Uniform Wache.
Im Gegensatz zu diesem Denkmal wurde das Kriegerdenkmal in Neviges, das ein halbes Jahr älter war und eine ähnliche Kriegerfigur zeigte, vom Kreisleiter der NSDAP 1937 abgebaut. Das Denkmal, dessen Soldatenfigur im Gegensatz zu der in Nächstebreck unbekleidet war, war zwar als beachtliches Kunstwerk eingestuft worden, erschien dem örtlichen Machthaber aber nicht heldisch und arisch genug und zeigte seiner Meinung nach einen blöden und weibischen Gesichtsausdruck.
Auf dem Bahnhof Oberhausen findet sich ein gusseisernes Relief Müller-Blensdorfs, das einst den Titel Die drei Lebensalter trug, inzwischen aber Die Familie genannt wird. Das eine Tonne schwere, 1,51 mal 2,98 Meter große Relief zeigt drei Menschengruppen unterschiedlichen Alters. Müller-Blensdorf schuf dieses Relief im Jahr vor seiner Auswanderung. Noch 1934 wurde es im Wartesaal dritter Klasse im Oberhausener Bahnhof untergebracht. In späteren Jahren des Dritten Reichs war es verschollen. Nachdem es wieder aufgetaucht war, wurde es zunächst an der Ecke Concordiastraße/Am Förderturm aufgestellt. Nachdem der Bahnhof neu gestaltet worden war, gelangte auch das Kunstwerk dorthin zurück.